# Adrianópolis
Adrianópolis – miasto i gmina w Brazylii, w stanie Parana. Znajduje się w mezoregionie Metropolitana de Curitiba i mikroregionie Cerro Azul.